# Edmund Keeley
Edmund Leroy „Mike“ Keeley (griechisch Έντμουντ Κίλι, * 5. Februar 1928 in Damaskus, Französisch-Syrien; † 23. Februar 2022 in Princeton, New Jersey, Vereinigte Staaten) war ein US-amerikanischer Komparatist, Anglist und Neogräzist sowie Dichter, Erzähler, Essayist und literarischer Übersetzer.

## Leben und Wirken
Keeley war der Sohn des US-amerikanischen Diplomaten James Hugh Keeley, Jr. und Bruder des Diplomaten Robert V. Keeley. Er wuchs zunächst in Syrien, von 1931 an in Kanada auf. Von 1936 bis 1939 war sein Vater US-amerikanischer Botschafter in Thessaloniki; dort besuchte Keeley die griechische Grundschule. 1939 zog die Familie weiter nach Washington D.C. Nach dem Besuch einer dortigen weiterführenden Schule und dem Studium an der Princeton University, das er 1949 mit einem B.A. abschloss, studierte er mit einem Stipendium der Woodrow Wilson National Fellowship Foundation Vergleichende Literaturwissenschaft an der University of Oxford, wo er 1952 zum Ph.D. in Vergleichender Literaturwissenschaft promoviert wurde. Während dieser Zeit in Oxford heiratete er Mary Stathatos-Kyris, eine Griechin, mit der er später an Übersetzungsprojekten zusammenarbeitete.
Von 1949 bis 1950 arbeitete er zudem als Fulbright-Lehrer an einer US-amerikanischen Schule in Griechenland. Von 1952 bis 1953 folgte eine Tätigkeit als Instructor in Anglistik an der Brown University und von 1953 bis 1954 in der gleichen Funktion an der Aristoteles-Universität Thessaloniki. Von 1954 an lehrte er dann an der Universität Princeton Englisch, kreatives Schreiben und Neugriechisch (im Hellenic Studies program), von 1954 bis 1957 als Instructor in Englisch, von 1957 als Assistant professor, von 1963 an als Associate professor und von 1970 an als Professor. 1993 wurde er emeritiert, seither war er dort Charles Barnwell Straut Professor Emeritus.
Zusammen mit Peter Bien und Peter Topping gründete er die Modern Greek Studies Association, deren Präsident er von 1970 bis 1973 und von 1980 bis 1982 war. Daneben war er von 1992 bis 1993 Vorsitzender des P.E.N. American Center.
1992 wurde er in die American Academy of Arts and Sciences gewählt, 1999 erhielt er den John D. Criticos Prize der Society for the Promotion of Hellenic Studies. Er war korrespondierendes Mitglied der Akademie von Athen.
Keeley beschäftigte sich vor allem mit der modernen griechischen Dichtung (Dionysios Solomos, Andreas Kalvos, Kostis Palamas, vor allem aber Konstantinos Kavafis, Angelos Sikelianos, Giorgos Seferis, Odysseas Elytis und Giannis Ritsos) und der Geschichte des modernen Griechenlands. Er veröffentlichte sechs Romane, vierzehn Bände von Gedichten in Übersetzung, an denen er häufig mit Philip Sherrard und Giorgos Savvidis zusammenarbeitete, und fünf Bände Non-Fiction.
Keeley starb im Februar 2022 in seinem Zuhause im Alter von 94 Jahren an Komplikationen infolge eines Blutgerinnsels.

## Veröffentlichungen (Auswahl)
- The Libation. Charles Scribner’s & Sons. 1958.
- The Gold-hatted Lover. Little, Brown and Company. 1961.
- The Imposter. Doubleday. 1970.
- Voyage to a Dark Island. Curtis Books. 1972.
- Problems in rendering Modern Greek. 1975.
- Cavafy’s Alexandria: Study of a Myth in Progress. Harvard University Press. 1976.
- Ritsos in Parentheses. Princeton University Press. 1979.
- A Wilderness Called Peace. Simon & Schuster. 1985. ISBN 0-671-47416-2.
- The Salonika Bay Murder, Cold War Politics and the Polk Affair. Princeton University Press. 1989.
- School for Pagan Lovers. Rutgers University Press. 1993. ISBN 0-8135-1935-7.
- Albanian Journal, the Road to Elbasan. White Pine Press. 1997. ISBN 1-877727-76-8.
- On Translation: Reflections and Conversations. Harwood Academic Publishers. 1998.
- Inventing Paradise. The Greek Journey, 1937–47. Farrar, Straus and Giroux. 1999.
- Some Wine for Remembrance. White Pine Press. 2002. ISBN 1-893996-15-8.
- Borderlines, A Memoir. White Pine Press. 2005. ISBN 1-893996-33-6.
- The Megabuilders of Queenston Park. Wild River Books. 2014, ISBN 978-0-9839188-4-4.
- Requiem for Mary. Greenhouse Review Press. 2015, ISBN 978-0-9838094-2-5.
- The Problem of Time and Other Poems. Greenhouse Review Press. 2018, ISBN 978-0-9838094-4-9.

Herausgaben und Übersetzungen
- mit Philip Sherrard: George Seferis, Collected Poems: 1924–1955. Princeton University Press, 1967, ISBN 0-691-01300-4.
- mit George Savvidis: C. P. Cavafy, Passions and Ancient Days. Hogarth Press 1972, ISBN 0-7012-0351-X.
- mit Peter Bien: Modern Greek Writers: Solomos, Calvos, Palamas, Cavafy, Kazantzakis, Seferis, Elytis. Princeton University Press 1972
- mit Philip Sherrard: C. P. Cavafy, Selected Poems. Princeton University Press, 1972.
- mit George Savvidis: C. P. Cavafy, Three Poems of Passion. Plain Wrapper Press, 1975.
- mit Philip Sherrard und George Savvidis: C. P. Cavafy, Collected Poems. Princeton University Press, 1975, revised edition, Princeton University Press, 1992, ISBN 0-691-01537-6.
- mit Philip Sherrard: Angelos Sikelianos, Selected Poems. Princeton University Press, 1979.
- Odysseus Elytis, Selected Poems. Viking-Penguin, 1981, ISBN 0-670-29246-X.
- Yannis Ritsos, Return and Other Poems. Parallel Editions, 1983.
- mit Philip Sherrard: C. P. Cavafy, A Selection of Poems. Camberwell Press, 1985.
- Yannis Ritsos, Exile and Return: Selected Poems, 1967–74. Ecco Press, 1985.
- Yannis Ritsos: Repetitions, Testimonies, Parentheses. Princeton University Press, 1991, ISBN 0-691-01908-8.
- mit Philip Sherrard: The Essential Cavafy. Ecco Press, 1995, ISBN 0-691-01491-4.
- mit Philip Sherrard: George Seferis, Collected Poems. Princeton University Press, 1995.
- George Seferis and Edmund Keeley: Correspondence, 1951–1971. Princeton University Library, 1997, ISBN 0-87811-042-9
- mit Peter Bien, Peter Constantine und Karen Van Dyck: A Century of Greek Poetry 1900–2000: Bilingual Edition. Cosmos Publishing, River Vale, NJ 2004, ISBN 1-932455-00-0.
- mit Philip Sherrard: Selected Poems of Odysseus Elytis. Anvil Press, 2007, ISBN 0-85646-355-8.
- als Mitherausgeber: The Greek Poets: Homer to the Present. W. W. Norton, 2009.
- mit Philip Sherrard: Angelos Sikelianos: Selected Poems. 2. Auflage, Denise Harvey, 1996, ISBN 960-7120-12-4.